# Сувчинський Корнилій Євтихійович
Корнилій Сувчинський (1856 — 13 жовтня 1917) — державний і громадський діяч.

## Життєпис
Корнилій Сувчинський походив зі спадкової шляхти Київської губернії.
Освіту отримав у 1-й Київській гімназії та продовжив на юридичному факультеті Петербурзького університету, який закінчив у 1879 році зі ступенем кандидата прав.
У 1880 вступив на службу до земського відділу Міністерства внутрішніх справ, через деякий час перейшов до переселенського управління МВС.
У 1897 призначений чиновником особливих доручень при міністрі внутрішніх справ. На цій посаді Сувчинський займався контролем виконання програми з переселення селянських господарств до Сибіру і степових областей.
У 1902 Сувчинський вийшов у відставку і оселився у своєму маєтку, будучи членом землевпорядної комісії Липовецького і Київського повітів.
У 1907 обраний до III Державної Думи, в якій став товаришем голови комісії у справах переселенців. Після створення у 1908 Київського клубу російських націоналістів (об'єднував київських українців, білорусів і росіян різних політичних поглядів) Сувчинський став його членом, і за рекомендацією клубу в 1912 обраний до Державної Думи IV скликання. У цій Думі він працював у бюджетній та інших комісіях, також перебуваючи головою переселенської комісії і входячи до фракції російських націоналістів і помірно-правих (ФНПП). Надалі обирався доДержавної ради від Київської губернії (1912) і брав участь у виборах до Установчих зборів, уже тяжко хворий прибув на з'їзд російських виборців у Києві в 1917.
Помер 13 жовтня 1917.

## Твори
- Переселенцы в Оренбургской губернии. Оренбург, Оренбургск. статист. ком., 1889.